# Sverre Stenersen
Sverre Stenersen (* 18. Juni 1926 in Målselv; † 17. Dezember 2005 ebenda) war ein norwegischer Skisportler, der in der Nordischen Kombination sowie in dessen Einzeldisziplinen Skispringen und Skilanglauf erfolgreich war.

## Werdegang
Stenersen feierte seinen ersten Erfolg bei den Norwegischen Meisterschaften 1951 in Narvik, bei denen er im Einzel der Nordischen Kombination hinter Simon Slåttvik und Kjetil Maardalen die Bronzemedaille gewinnen.
Bei den Olympischen Winterspielen 1952 in Oslo, die zudem als Nordische Skiweltmeisterschaften gewertet wurden, startete Stenersen im Skilanglauf und in der Kombination. Nachdem er im Einzel über 18 km nicht über den 27. Platz hinauskam, gewann er im Einzel der Kombination hinter seinem Landsmann Simon Slåttvik und dem Finnen Heikki Hasu die Bronzemedaille. Dabei lag er noch nach dem Skispringen auf Rang zwei, konnte aber im Langlauf nur Rang neun erreichen. Bei den Nordischen Skiweltmeisterschaften 1954 in Falun gewann er überraschend seinen ersten Weltmeistertitel. Im gleichen Jahr feierte er zudem auch erstmals seinen Sieg bei den Norwegischen Meisterschaften, welchen er bis 1958 fünfmal verteidigen konnte.
In Cortina d’Ampezzo konnte er bei den Olympischen Winterspielen 1956 sein erstes und einziges Olympiagold in der Kombination gewinnen und verteidigte damit auch seinen Weltmeistertitel von 1954. Zudem startete er erstmals bei den Spezialspringern und sprang im Einzel von der Normalschanze auf den 35. Platz. Zwei Jahre später, bei den Nordischen Skiweltmeisterschaften 1958 in Lahti gewann er hinter Paavo Korhonen noch einmal die Silbermedaille.
Bereits 1955, ein Jahr nach seinem Weltmeistertitel wurde Stenersen mit der Holmenkollen-Medaille geehrt.